# Kaya (Kyoto)
Pour les articles homonymes, voir Kaya.
Kaya (加悦町, Kaya-chō) est un ancien bourg de la préfecture de Kyoto, ayant existé jusqu'au 28 février 2006, date de sa fusion avec les bourgs de Nodagawa et d'Iwataki pour former le bourg de Yosano. Il faisait partie du district de Yosa.

## Toponymie
Durant l'époque d'Edo, le « bourg de Kaya » (加悦町) se lisait Kaya-machi. Le nom « Kaya » (加悦), d'origine ancienne, peut notamment faire référence à la confédération de Gaya (伽耶 ou 加耶), un état ayant existé au sud de la péninsule de Corée, au culte de la prince Gaya (我野迺姫) du sanctuaire shinto Agano-jinja (吾野神社) à Kaya, ou encore à la présence de champs de paille (茅, kaya) dans la région.

## Géographie

### Topographie et hydrographie

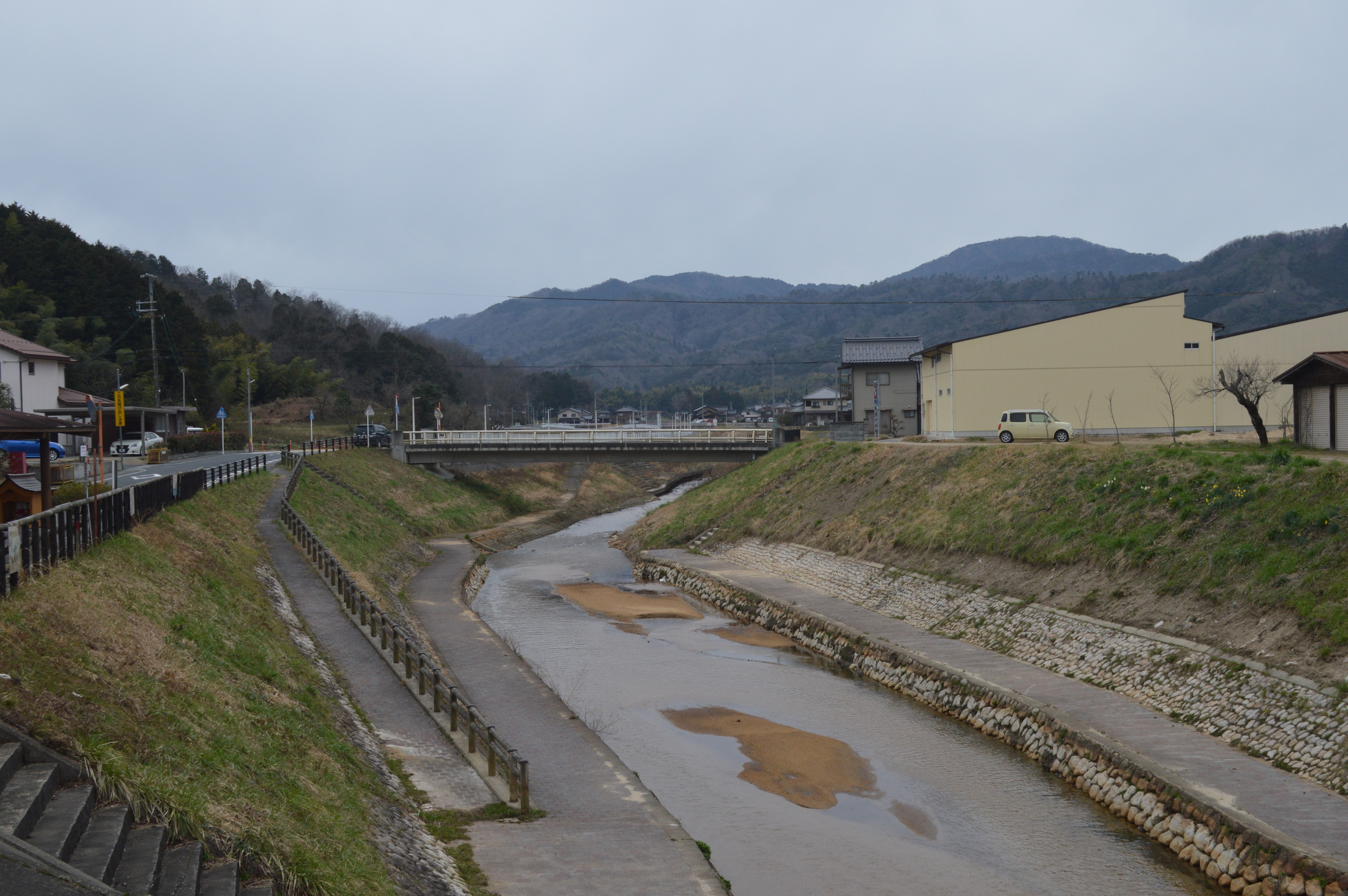
Le fleuve Noda à Iwaya, dans le bourg voisin de Nodagawa.

Kaya se trouve dans le sud de la vallée de Kaya (ja) (加悦谷), dans le sud du district de Yosa et au nord-ouest de la préfecture de Kyoto,. Il est bordé à l'est et au sud par les monts Ōe (ja) (大江山), incluant son sommet le plus haut, le pic Senjō (仙丈ヶ岳), à la frontière est avec Miyazu, et le pic Akaishi (赤石ヶ岳), au sud. À l'ouest, il rencontre les monts Egasa (江笠山). Il se trouve à la confluence de la rivière Kayaoku (加悦奥川), qui coule de l'est vers l'ouest et du fleuve Noda (ja) (野田川), qui se jette au nord dans la mer d'Asō (阿蘇海),. La rivière Taki (滝川) coule aussi dans le bourg. En 1981, la municipalité occupait une superficie de 59,39 kilomètres carrés.

### Villes limitrophes

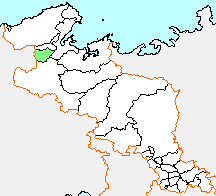
Localisation de Kaya dans la préfecture de Kyoto (tracés territoriaux du 28 février 2006).

Entités territoriales limitrophes à la date de la fusion du 28 février 2006,. Durant l'époque d'Edo, Kaya est entouré au sud par le village d'Ushirono (後野村), à l'ouest par celui de Kayaoku (加悦奥村), au nord par ceux de Migōchi (三河内村) et de Sanjo (算所村) et à l'est par ceux d'Akeshi (明石村) et d'Atsue (温江村). Le 1er avril 1889, Kaya est entouré à partir de l'ouest du village de Shimo (ja) (資母村), dans le district d'Izushi (ja) de la préfecture de Hyōgo voisine, et des villages d'Ichiba (ja) (市場村), Migōchi (ja) (三河内村), Kuwakai (ja) (桑飼村) et Yosa (ja) (与謝村), tous du même district de Yosa,. Le 12 octobre 1894, le village d'Iwaya (ja) (岩屋村) est morcelé depuis celui d'Ichiba et Kaya ne borde donc plus Ichiba. Le 1er décembre 1954, après avoir absorbé Kuwakai et Yosa, Kaya redevient voisin d'Ichiba et devient voisin du village d'Ishikawa (ja) (石川村), du même district de Yosa, de la ville de Miyazu (宮津市), du bourg d'Ōe (大江町), dans le district de Kasa, des villages de Kanayama (ja) (金山村) et de Kumohara (ja) (雲原村), du district d'Amata, et du village de Takahashi (ja) (高橋村), du district d'Izushi de Hyōgo,. Le 1er mars 1955, Iwaya, Migōchi, Ishikawa, Ichiba et le village de Yamada (ja) (山田村) fusionnent pour former le bourg de Nodagawa (野田川町), tandis que le 1er avril, Kanayama, Kumohara et six autres villages sont intégrés dans la ville de Fukuchiyama (福知山市). Le 30 septembre 1956, Takahashi, Shimo et le village d'Aihashi (ja) (合橋村) fusionnent pour former le bourg de Tantō (ja) (但東町). Le 1er avril 2005, Tantō et quatre autres municipalités sont fusionnées à la ville de Toyooka (豊岡市). Le 1er janvier 2006, Ōe et le bourg de Yakuno (夜久野町) sont fusionnés à Fukuchiyama.

## Histoire

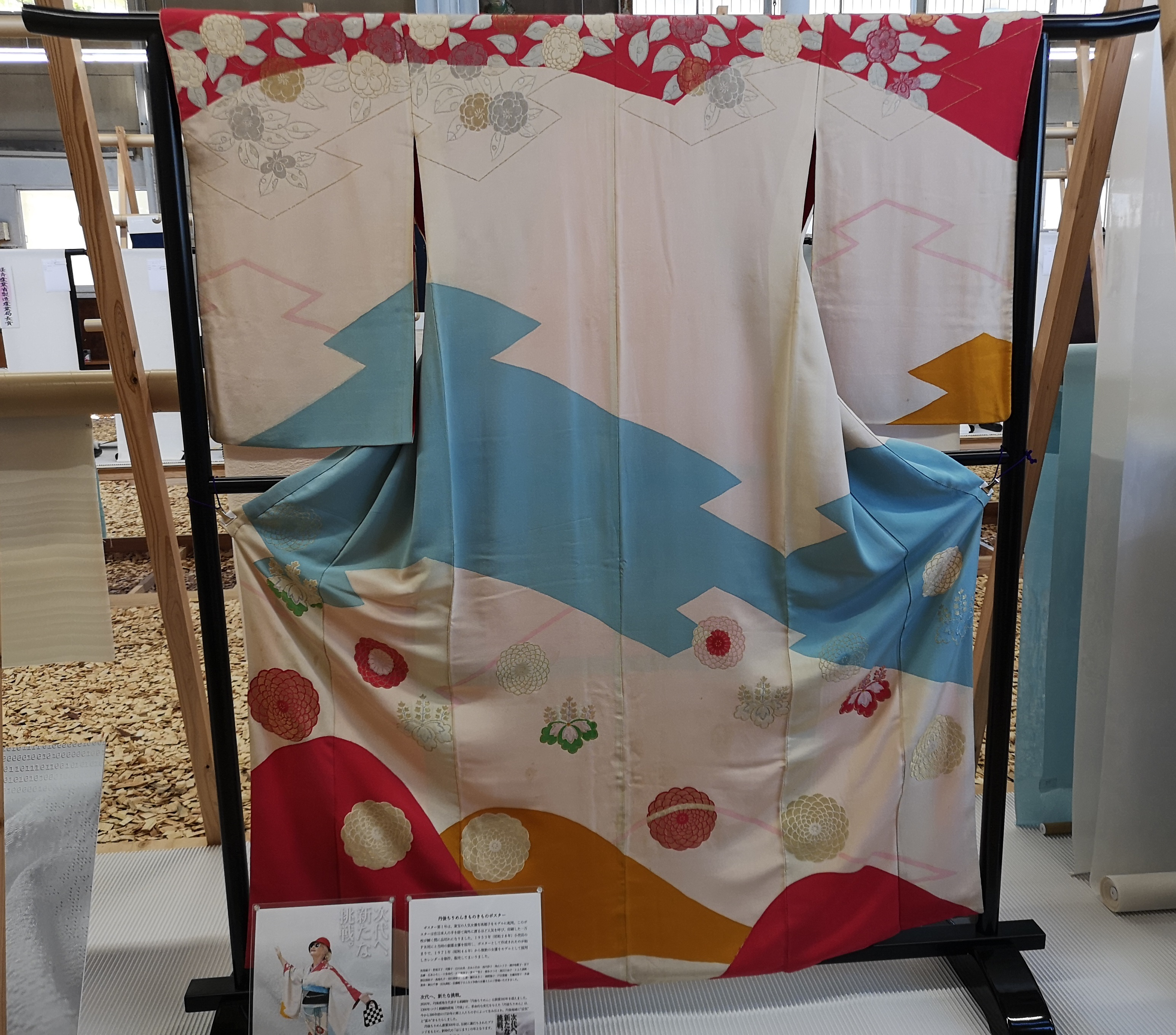
Kimono en Tango Chirimen.

Au Moyen Âge, le territoire de l'actuel Kaya fait partie du domaine de Kaya (加悦庄 ou 賀悦荘), qui aurait été créé entre l'époque Nanboku-chō (1336-1392) et l'époque Sengoku (1477-1573). Durant la 4e année de l'ère Kenmu (1337), Kikkawa Tsunehisa (吉川 経久) réussit à défendre le domaine contre les forces de la Cour du Sud. En première année de l'ère Kōryaku (1379), Nijō Morotsugu écrit à l'administrateur du domaine de Kaya pour faire renvoyer les envoyés du gouverneur du Tango. Kaya a longtemps joué un rôle crucial en tant que point de liaison entre la province de Tango et la région du Kinai. En 1580, Ariyoshi Tatsunobu (有吉 立言), vassal de Hosokawa Fujitaka, y édifie le château de Yasura (安良城), et Kaya devient une ville forte. Ce statut ne dure pas longtemps, le château étant démantelé seulement trois années après la mort de Tatsunobu. Il s'agissait aussi d'un centre de commerce, surnommé à l'époque « marché central » (中市, Nakaichi), et la « route de Kaya » (加悦街道) le traversait.
Durant l'époque d'Edo (1603-1868), Kaya a déjà le statut de bourg, dans le comté de Yosa, dans la province de Tango. Il est alors administré par le domaine de Miyazu sous le système Han. En 1722, Tegomeya Koemon (手米屋 小右衛門), un tisserant local, revient du Nishijin de Kyoto, ayant rapporté les connaissances qu'il y a acquises. Il popularise ainsi le tissu de type crêpe dans la région, donnant naissance au chirimen du Tango. Il aurait été précédé de deux ans par le tisserand de Mineyama (ja) (峰山) Kinuya Saheiji (絹屋 佐平治). Auparavant, le tissu utilisé était un tissu de type Tsumugi (ja) appelé Tango Seigō (丹後精好). Après l'incendie du Nishijin de 1727, le secteur connaît une croissance économique rapide. Une association de contrôle du chirimen est créée dans le domaine de Miyazu en 1753 et permet alors le contrôle des taxes sur les revenus de la vente du chirimen. Le tissage est vite devenu une activité lucratif pour les paysans locaux, qui y voyaient un moyen de gagner un revenu additionnel entre les moissons. Les fluctuations de l'industrie du textile empêchent cependant les paysans d'en faire une carrière générationnelle. En octobre 1839, un port fluvial sur le Noda est créé, accélérant la croissance économique de Kaya.
Vers 1868, selon le « Yosa-gun-shi » (与謝郡誌), le bourg comptait 773 habitants répartis dans 152 foyers. Le 29 août 1871, avec l'abolition du système han, Kaya passe dans la nouvelle préfecture de Miyazu (宮津県), puis dans la préfecture de Toyooka (ja) (豊岡県) le 13 décembre. Le 21 août 1876, la préfecture de Toyooka passe dans la nouvelle préfecture de Kyoto (京都府). Le 1er avril 1889, à l'adoption de la loi municipale moderne (ja), le bourg de Kaya est fusionné aux villages de Sanjo (算所村), Kayaoku (加悦奥村) et Ushirono (後野村) pour recréer le bourg de Kaya.

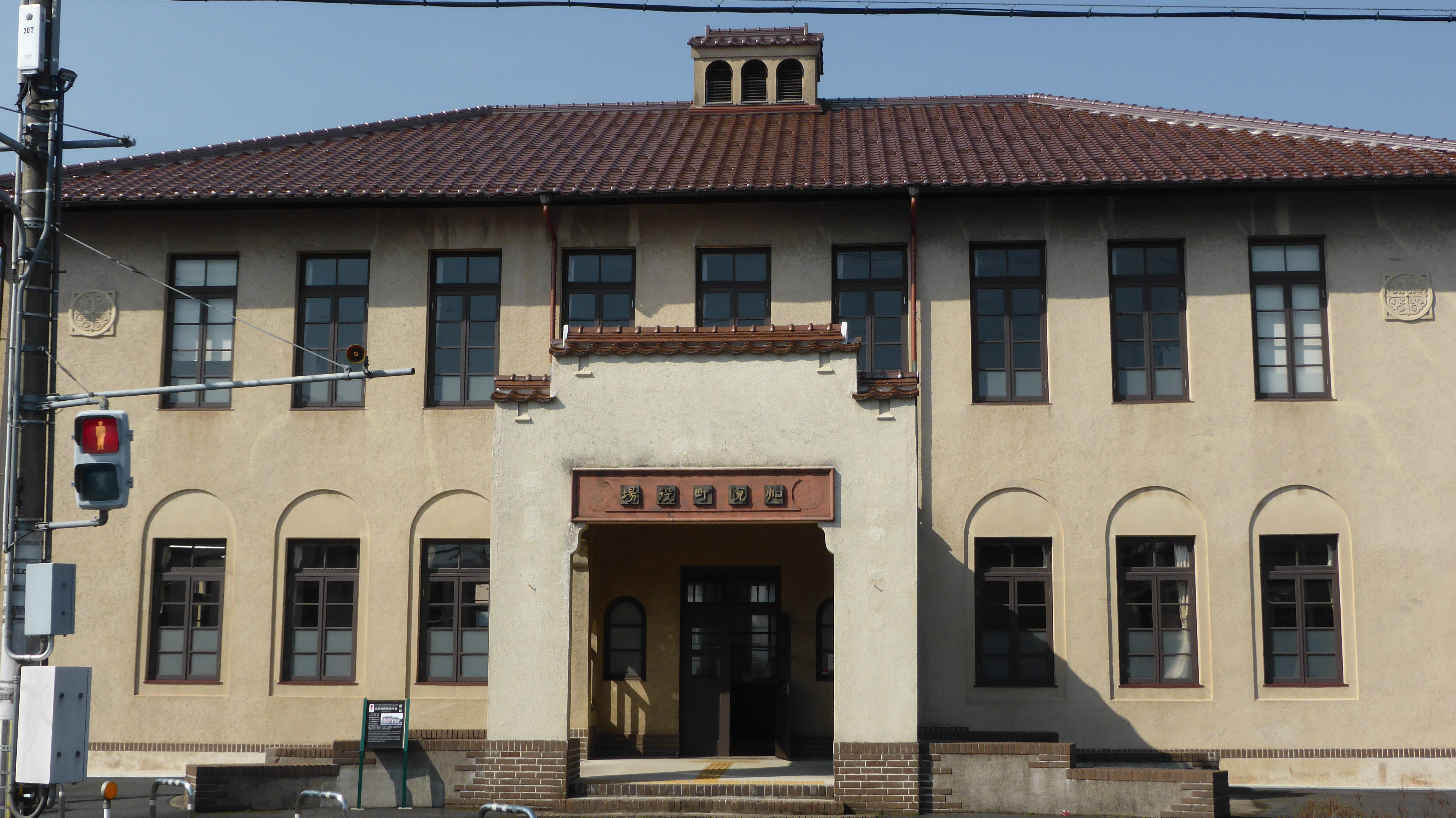
Ancien hôtel de ville de Kaya.

En janvier 1910, l'homme d'affaires Tōkichi Saiga (ja) (才賀 藤吉) obtient un permis d'entreprise et fonde donc en juillet de la même année la société Tango Denki (丹後電気, lit. « électricité Tango »). Une centrale électrique ouvre à Kaya et la société commence ses affaires en août 1911, mais en juillet 1912, Tango Denki fusionne avec les sociétés Miyazu Dentō (宮津電燈) et Tamba Denki (丹波電気),. L'école primaire de Kaya est complétée en 1915. Le 5 mai 1925, la société de chemin de fers Kaya Tetsudō (ja) (加悦鉄道) est fondé à Kaya. Le 5 décembre 1926, Kaya Tetsudō ouvre la ligne éponyme entre l'importante gare de Tangoyamada (丹後山田駅), ouverte l'année précédente par le ministère des Chemins de fer en tant que terminus de la ligne Miyazu, et la nouvelle gare de Kaya (ja) (加悦駅). Le but premier de la ligne, en partie financée par les locaux, était de faciliter l'acheminement de la crêpe Chirimen jusqu'à Kyoto. Le 7 mars 1927, le séisme du nord du Tango frappe Kaya et plusieurs résidences et industries locales sont détruites, tandis que la ligne Kaya Tetsudō est endommagée. Le second hôtel de ville, remplaçant le précédent détruit durant le séisme de 1927, est construit en juillet 1929 par Bitō Shōzō (尾藤 庄蔵) le 11e chef de la famille Bitō, une influente famille locale qui produira plusieurs maires.
Le 1er décembre 1954, Kaya fusionne avec les villages voisins de Kuwakai (ja) (桑飼村) et de Yosa (ja) (与謝村) pour recréer le bourg de Kaya. En juillet 1955, le symbole local est adopté. Le 1er mai 1985, la ligne Kaya Tetsudō est fermée fû à une baisse de fréquentation, mais les services de bus de la société, alors renommée Kaya Kōsan (カヤ興産), continuent. Le nouvel hôtel de ville est construit en 2001.
Le 28 février 2006, après des ententes, Kaya et les bourgs de Nodagawa (野田川町) et d'Iwataki (岩滝町), tous du même district de Yosa, fusionnent pour créer le bourg de Yosano (与謝野町).

## Éducation
On y trouve trois garderies, celles de Kaya, Yosa et Kuwakai, une école maternelle, celle privée de Kaya Sei San'ichi (加悦聖三一幼稚園), trois écoles primaires, celles de Kaya, Yosa et Kuwakai, ainsi que le collège de Kaya (ja) (与謝野町立加悦中学校).

## Culture et patrimoine

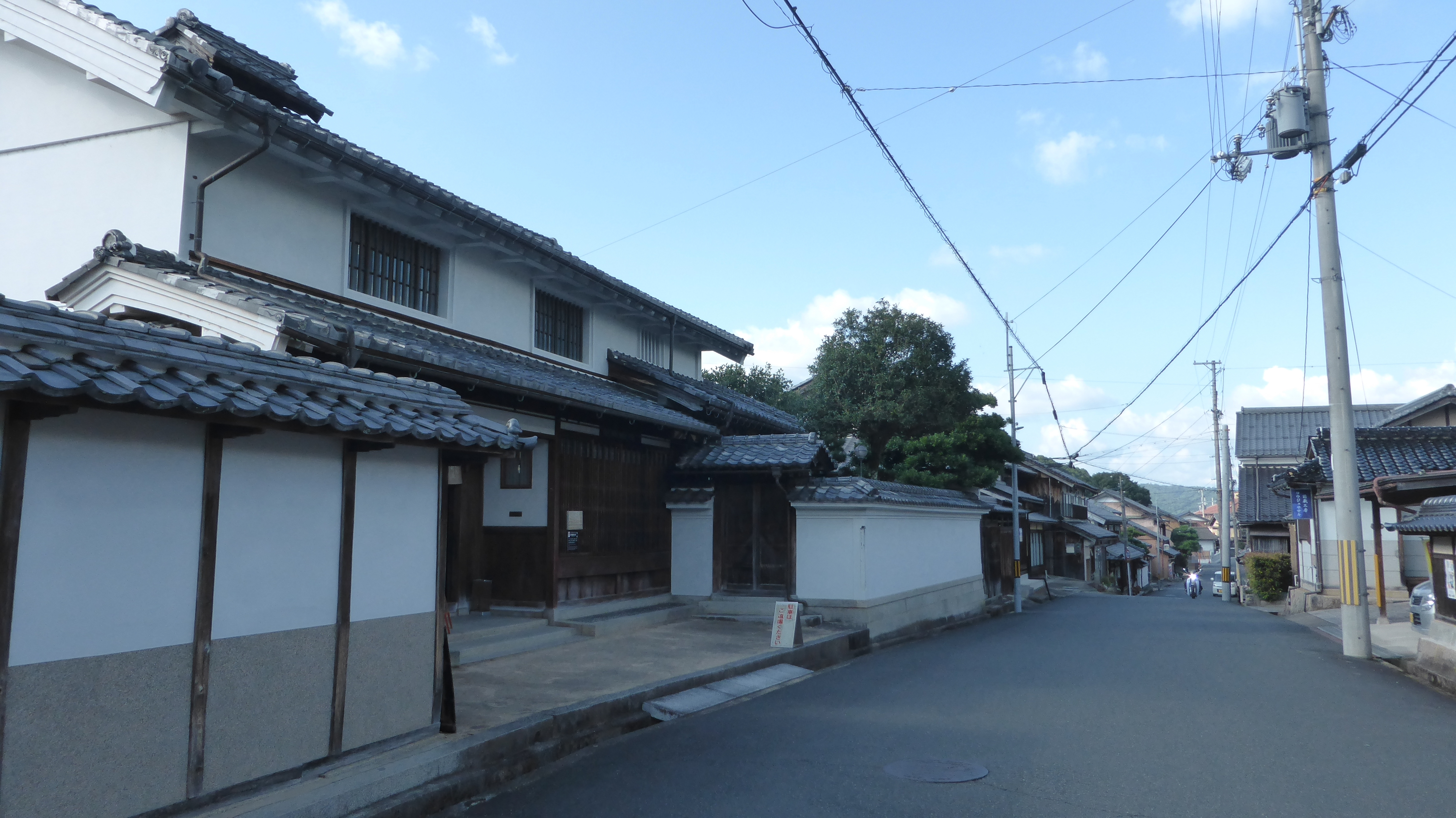
L'ancienne résidence de la famille Bitō.

L'ancien hôtel de ville de Kaya (ja) (旧加悦町役場庁舎) est enregistré comme propriété culturelle au niveau préfectoral le 14 mars 1997. Depuis sa désaffectation en 2001, il sert comme centre d'interprétation sur le chirimen.
Le centre-ville historique de Kaya est préservé sous la forme de la rue historique Chirimen-kaidō (ja) (ちりめん街道, soit la « route du Chirimen »). La région a longtemps été connue pour sa production de Chirimen, un type de tissu de crêpe utilisé dans la fabrication d'habits traditionnels. On y trouve plusieurs résidences de marchands de chirimen datant de la fin de l'époque d'Edo au début de l'ère Shōwa (1926-1989). Parmi ces résidences sont l'ancienne résidence de la famille Bitō (ja), enregistré comme bien culturel important au niveau national depuis 2024. Il s'agit de la résidence de l'importante famille locale Bitō, et a été construite en 1865 par le 9e Bitō Shōzō, avant d'être remanié après le séisme de 1927 par le 11e Bitō Shōzō. On trouve aussi deux temples bouddhistes dans le centre historique de Kaya, le Jissō-ji (実相寺), où l'on trouve un bâtiment doré, et le Kichijō-ji (吉祥寺), un temple relié à Tegomeya Koemon (手米屋 小右衛門), l'un des créateurs du chirimen. Plus loin dans les montagnes se trouve le temple Seyaku-ji (施薬寺), où l'on trouve des paravents peints par le poète Yosa Buson (与謝 蕪村).

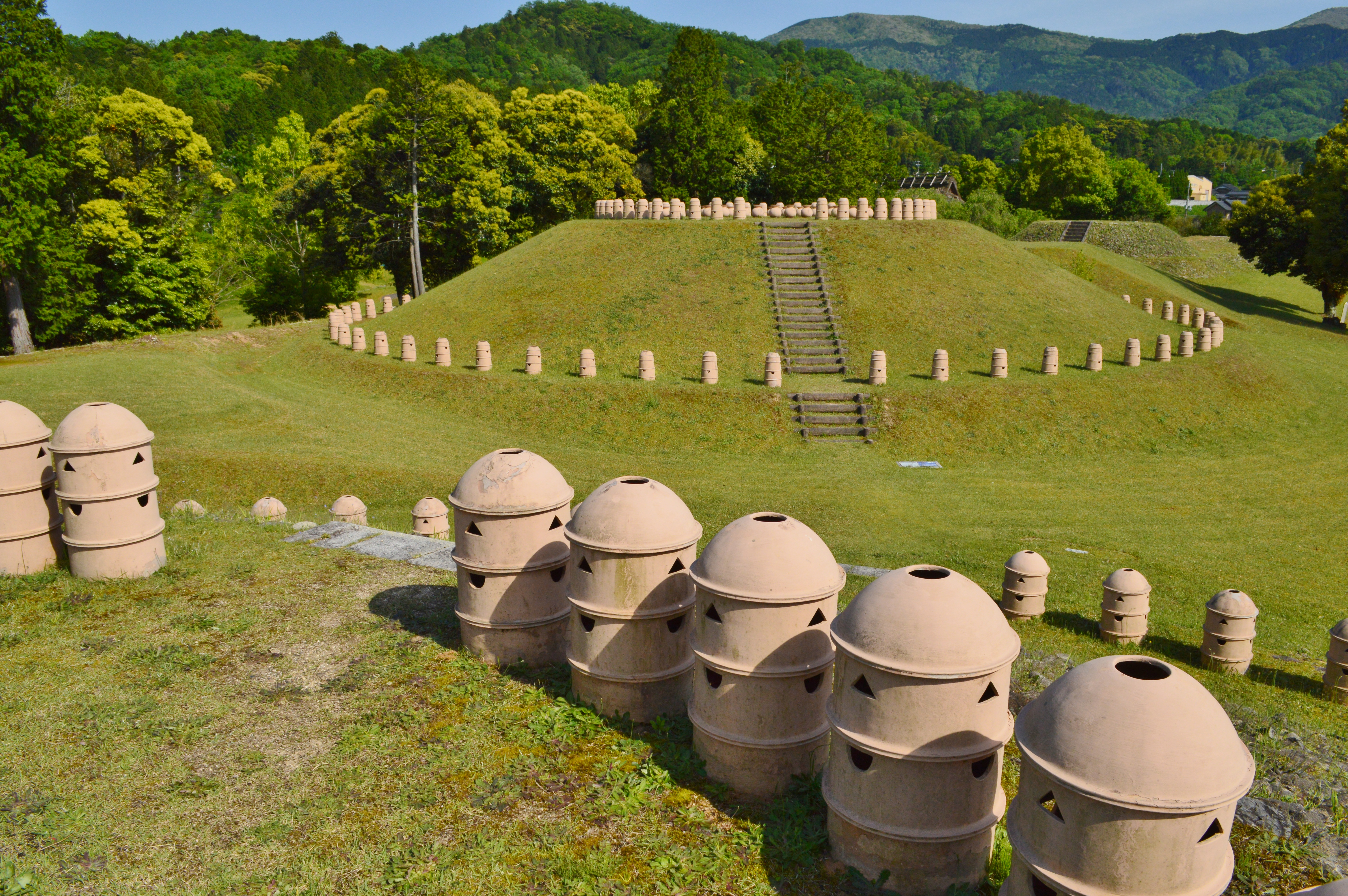
Kofun de Tsukuriyama.

Après la fermeture de la ligne Kaya Tetsudō, les rails sont convertis en piste cyclable, souvent empruntée par les locaux. On trouve aussi des panneaux d'interprétation sur les anciennes gares et l'histoire de la ligne. L'ancienne gare à la base de la mine de nickel des monts Ōe est reconvertie en 1977 en centre d'exposition en plein-air des locomotives à vapeur, devenant la place Kaya SL (ja) (加悦SL広場). La place ferme en 2020, après la fusion de Kaya. Depuis 2001, l'ancienne gare de Kaya abrite le Musée ferroviaire de Kaya (ja) (加悦鉄道資料館), un centre d'interprétation sur l'histoire ferroviaire régionale.
On y trouve aussi des sites préhistoriques tels les kofuns de Tsukuriyama (ja) (作山古墳群) et d'Ebisuyama (ja) (蛭子山古墳).

## Transports

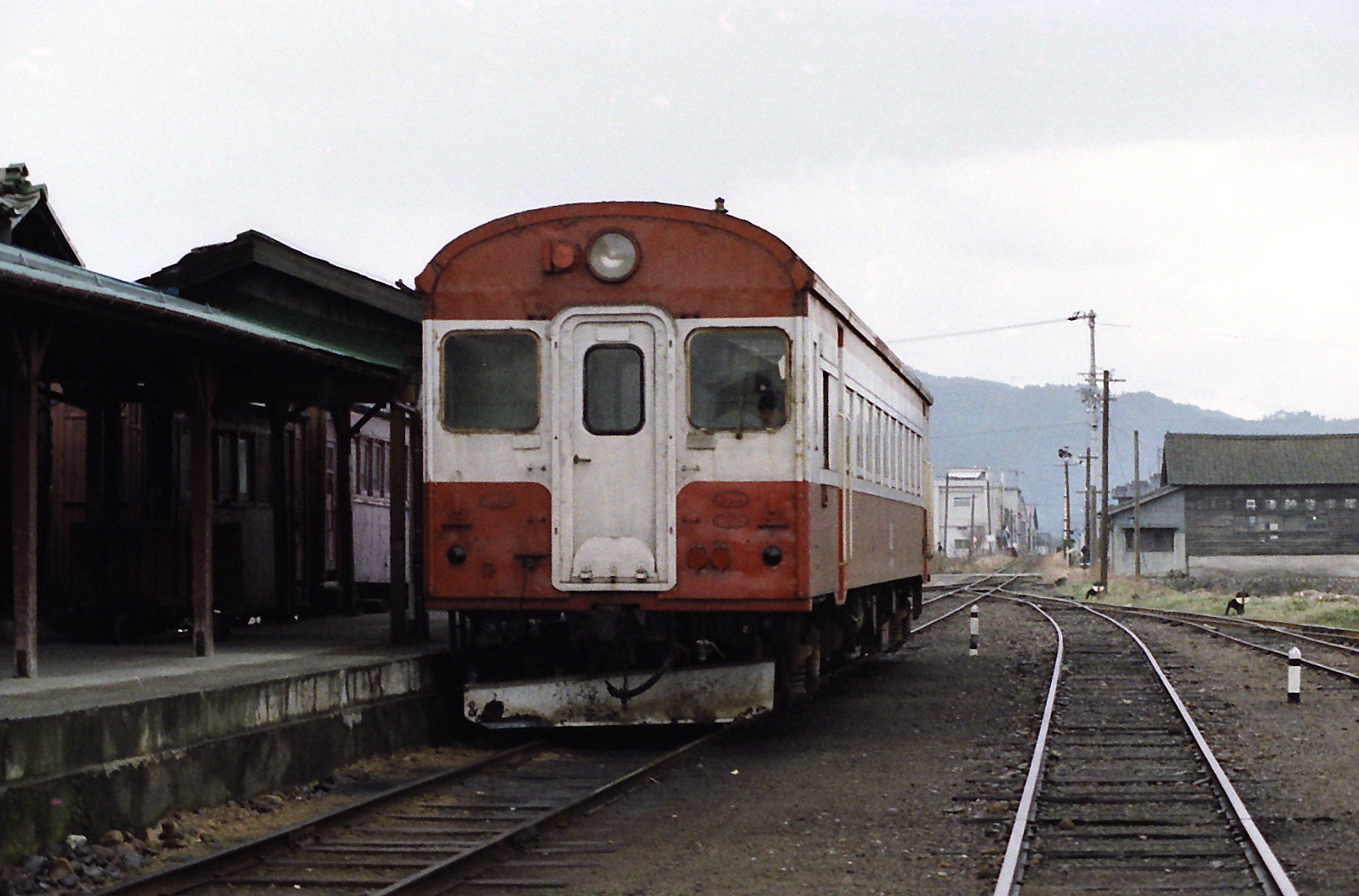
Rame Kiha série 08 de Kaya Tetsudō ayant circulé sur la ligne éponyme.

La municipalité n'est pas desservie par les lignes de chemin de fer japonaises. De 1926 à 1985, la municipalité est cependant desservie par la ligne Kaya Tetsudō, à la gare de Kaya (ja) (加悦駅). La ligne continuait au-delà de Kaya jusqu'à la mine de nickel des monts Ōe (ja) (大江山), mais cette section a été fermée en 1945 après la fermeture des mines,.
En 1934, un service de bus est lancé par Kaya Tetsudō, reliant la gare de Kaya à la gare de Miyazu. Après la discontinuation de la ligne ferroviaire, les bus continuent d'être opérés par Kaya Kōsan (カヤ興産), puis à partir de 1999 par Kaya Fellow Line (ja) (加悦フェローライン). Les services de Kaya Fellow Line arrêteront après la fusion municipale en 2009. Les lignes de bus municipaux de Yosano relient maintenant Kaya aux gares de Yosano sur la ligne Miyafuku et la gare de Fukuchiyama sur la ligne principale San'in.
Kaya est traversé du nord au sud par la route nationale 176 (ja),. La route préfectorale 705 (ja) relie Kayaoku, dans le bourg de Kaya, à la province de Tajima.

## Jumelages
- Aberystwyth, (Pays-de-Galles, Royaume-Uni), depuis 1984. L'accord est signé après que Frank Evans, un vétéran de la Seconde Guerre mondiale et prisonnier de guerre à la mine de nickel des monts Ōe soit retourné au site de la mine pour ériger un monument à ses confrères décédés en captivité. L'accord est renouvelé entre le nouveau bourg de Yosano et Aberystwyth le 9 novembre 2023[31],[32].

## Personnalités liées
- Kasumi Nishihara (ja) (西原 加純, Nishihara Kasumi?, 1989-), athlète, en est originaire, et a étudié au collège de Kaya[33].